# Kalisia

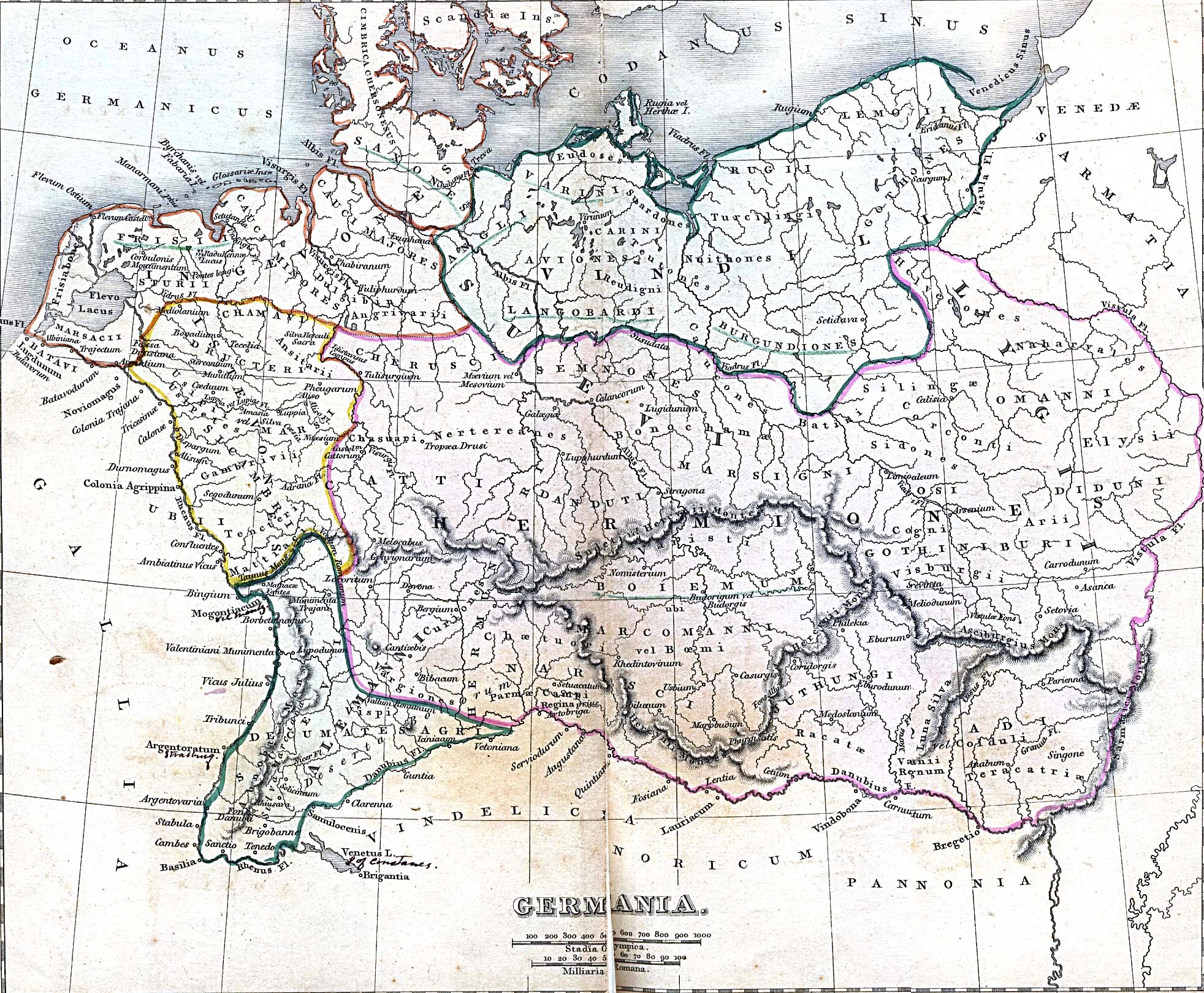
Kalisia in der Germania magna, östlich gelegen, Volksstamm der Lygii, klassische Kartierung des 19. Jahrhunderts

Kalisia, im Lateinischen Calisia; (altgriechisch Καλισία), ist ein Ortsname, der in der Geographia des Claudius Ptolemaios als einer der im Innern der Germania magna nördlicher im Osten liegenden Orte (πόλεις) mit 43° 45′ Länge (ptolemäische Längengrade) und 52° 20′ Breite angegeben wird. Kalisia liegt damit nach Ptolemaios zwischen Arsonion und Getidava. Wegen des Alters der Quelle kann eine Existenz des Ortes um 150 nach Christus angenommen werden.
Der Ort gilt als sicher lokalisiert. Ein interdisziplinäres Forscherteam um Andreas Kleineberg, das die Angaben von Ptolemaios neu untersuchte, bestätigt anhand der entzerrten antiken Koordinaten die bisherige Lokalisierung von Kalisia beim heutigen Kalisch (Kalisz) in der Woiwodschaft Großpolen in Polen. Die polis an einem Übergang der Prosna war offenbar eine Station an der Bernsteinstraße.
Die polis an der Prosna war somit einer der Orte, welcher den Griechen und Römern bekannt war durch ihren Handel mit Bernstein vom Mare Suebicum (Ostsee). Große Mengen römischer Münzen wurden im Norden gefunden, wo die Aesten (Balten) an ihrer Küste den Bernstein bargen. Auf den Bernsteinstraßen wurde der Bernstein bis nach Italien, Griechenland und sogar bis nach Ägypten transportiert.
Die Lage der polis im Gebiet der Warthelandschaft an der Oder stellt einen möglichen Zusammenhang mit dem Siedlungsgebiet der Oder-Warthe-Gruppe bzw. der frühen Przeworsk-Kultur her. Diese archäologische Kultur verbindet die historische Forschung im Allgemeinen mit den frühen Vandalen und Burgunden sowie mit den Lugiern. Kalisia liegt dabei, wenn man die Ortsangaben des Ptolemaios mit seiner Völkerliste vergleicht, am ehesten im Gebiet der Lugier.